# Gens Fulvia
La gens Fulvia, originalmente Foulvia, fue una de las más illustres familias plebeyas de la Antigua Roma. A finales del cuarto siglo antes de Cristo se había unido a los nobiles a través del clientelismo de los Fabios, quienes apoyaron la candidatura exitosa de Lucio Fulvio Curvo para el consulado de 322 a. C. Estuvieron mucho tiempo activos en la política de la República y obtuvieron una gran reputación, dando excelentes dirigentes militares.

## Origen
Según Cicerón, esta gens vino a Roma desde Tusculum, a pesar de que algunos miembros tienen que haber quedado en su ciudad nativa, ya que todavía quedaban Fulvios en Tusculum en tiempos de Cicerón. Se creía que la gens Fulvia había recibido su sacra de Hércules después de que él cumplió los doce trabajos.

## Praenominautilizados
Los Fulvios utilizaron los praenomina Lucio, Cneo, Marco, Quinto, Servio y Cayo. En el primer siglo antes de Cristo también encontramos Fulvios llamados Publio y Aulo, pero éstos no se conocen entre las familias importantes de la gens.

## Ramas ycognomina
Los cognomina utilizados por esta gens en los tiempos de la República romana son Bambalión, Centumalo, Curvo, Flaco, Gilón, Nobilior, Petino, y Veracio o Neracio.
Curvo, que significa doblado o cuervo, es el primer cognomen de los Fulvios conocido en la historia, a pesar de que no se sabe si el nombre se debió a alguna peculiaridad física, como una nariz doblada, o pierna rota, o si el nombre era empleado metafóricamente o irónicamente.
Petino era originalmente un agnomen del nombre familiar Curvo, al cual reemplazó; es una forma alargada de Peto, un cognomen de muchas gentes romanas, y era indicativo de una persona que tuvo algún leve defecto en el ojo, razón por la cual Plinio lo clasifica bajo la palabra Estrabón. Aun así, Horacio aclara que no indicaba una distorsión tan completa de visión como Estrabón porque describe a un padre que llamaba a un hijo, llamado Estrabón, por el nombre de Peto cuando deseaba atenuar su defecto. De hecho, el defecto leve implicado por la palabra Peto estuvo considerado como atractivo y se dio como un epíteto a Venus.
Así como el cognomen de Curvo fue reemplazado por el de Petino, este último lo fue por Nobilior, que significa muy noble. Este nombre parece haber sido asumido primero por el cónsul de 255 a. C. Servio Fulvio Petino Nobilior. Sus descendientes abandonaron el nombre de Petino.
La relación de los Fulvios Centumalos con las otras ramas de la familia no está aclarada; pero el hecho de que aparezcan en la historia sólo ligeramente más tarde que los Curvos y Petinos, y ya que utilizaron los mismos praenomina, parece indicar que probablemente estuvieran estrechamente conectados.
Bambalión se refiere a una tendencia a tartamudear.
A esta lista, algunos eruditos añaden Nacca o Natta, basándose en un Lucio Fulvio Nacca o Natta, presuntamente cuñado de Publio Clodio Pulcro. Cicerón menciona a este Natta en dos ocasiones, pero no menciona su nombre gentilicio. Servio le llama Pinario Natta en un pasaje de incierta autenticidad, pero la única mujer conocida de Clodio era Fulvia; por lo que se creyó que su hermano debía ser Lucio Fulvio Natta, a pesar de que aquel apellido es desconocido en la gens Fulvia. Drumann, sin embargo, proporciona razones para suponer que Clodio estuvo casado dos veces y que su primera mujer era Pinaria; en cuyo caso Natta no sería el hermano de Fulvia.